# Добойский лагерь
Добойский лагерь (серб. Добојски логор) — концентрационный лагерь, созданный австро-венгерскими властями 27 декабря 1915 года в городе Добой в Боснии. 
Предназначался для сербских военнопленных, а также для гражданского сербского населения из пограничных с Сербией и Черногорией районов Боснии и Герцеговины. Кроме них в лагерь в Добое отправлялись также гражданские лица сербской национальности с других территорий Сербии и Черногории. Всего в Добойский лагерь попал 45 791 серб, в том числе женщины, дети, старики. Условия заключения были тяжелыми, люди массово умирали от голода и побоев. Известно, что только в апреле 1916 года в лагере умерли 643 ребенка. Всего в лагере погибло около 12 000 человек. 
Закрыт 5 июля 1917 года.
27 декабря в Республике Сербской отмечается как день памяти жертв Добойского лагеря.
1 июля 2016 года в Добое был открыт памятник жертвам лагеря.